# Піт Сіґер
Піт Сíґер (англ. Peter "Pete" Seeger; 3 травня 1919, Мангеттен, Нью-Йорк, США — 27 січня 2014, Нью-Йорк) — американський естрадний співак, громадський активіст. Сіґер вважається ключовою фігурою у відродженні народної музики в США в середині XX століття і в появі музики протесту.
В кінці 1940-х і початку 1950-х років Піт Сіґер успішно виступав у складі групи «The Weavers», багато пісень яких набули великої популярності, зокрема, пісня «Goodnight, Irene» в 1950 очолювала чарти 13 тижнів.
Зліт популярності Піта Сіґера в мейнстрімі був припинений політикою маккартизму, котра набирала вагу. Справа в тому, що до 1949 року Сіґер належав до Комуністичної партії США. Потім він став виступати проти сталінізму, але як і раніше дотримувався лівих переконань. У 1955 році Піта Сіґера викликали в Комісію з розслідування антиамериканської діяльності, але він відмовлявся відповідати на питання, що стосуються його політичних поглядів. У результаті в 1956 році його звинуватили в неповазі до Конгресу США. У 1961 році його визнали винним і засудили до року тюрми. Ув'язнення тривало всього 4 години, а потім Сіґер був звільнений під заставу. У 1962 апеляційний суд переглянув справу і не скасував вирок.
З кінця 1950-х і особливо в 1960-х Піт Сіґер знову почав з'являтися на сцені, виконуючи пісні на соціальну, в тому числі антивоєнну, тематику. З цього часу він виконує такі відомі пісні, як «Where Have All the Flowers Gone?», «If I Had a Hammer (The Hammer Song)», «Turn, Turn, Turn!» та народну «We Shall Overcome», яка стала справжнім гімном руху за громадянські права чорношкірих у США.
У 1961 році вперше виступив у Радянському Союзі, концерт відбувся в залі імені Чайковського і Москві. У 1965 році виступає в актовій залі Московського університету.
В інтерв'ю 1995 Сіґер відзначав, що продовжує називати себе комуністом. У 2000-ті роки Сіґер виступав проти участі США у війні в Іраку.

## Виноски
1. 1 2 3 4 5 6 7 8 9  https://www.biography.com/people/pete-seeger-9542618
2. 1 2  Pas L. v. Genealogics — 2003.